# Tram ATM serie 4600 e 4700
Le vetture tranviarie serie 4600 e 4700 sono due serie di vetture tranviarie articolate a due casse, utilizzate dall'ATM di Milano per l'esercizio della rete tranviaria cittadina.

## Storia
Le vetture della serie 4600 vennero progettate come versione articolata a due casse della serie 5300.
Furono ordinate in 15 unità alla Stanga di Padova; l'equipaggiamento elettrico fu fornito dal TIBB, che costruì anche i carrelli tipo 97 E, simili a quelli montati sulle 5300.
La consegna delle prime 15 vetture, numerate da 4601 a 4615, avvenne tra il 1955 e il 1956; le ultime due unità, in seguito ad un accordo fra l'ATM e il TIBB, furono ricostruite con equipaggiamento "all electric", anziché elettropneumatico come le precedenti, e per questo assunsero in segno di distinzione i numeri 4714 e 4715, comunque consecutivi alle unità precedenti. I buoni risultati ottenuti nei loro primi periodi di esercizio, in particolare sulle linee di forza 29/30 "circonvallazione" e 25/26 "interstazionali", indussero l'ATM ad ordinare una seconda serie di 18 vetture "all electric", costruite però dalla Breda (4716-4733) e consegnate nel 1960. Le vetture 4700 costruite dalla Breda, in origine, si distinguevano dagli altri tram milanesi - e quindi dalle altre 4700 - per la posizione del faro allineato alle luci di posizione (come nella foto di copertina).
Inoltre, tutte e 18 le 4700, entrarono in servizio con la visiera parasole in plexiglas oscurata, come nella foto di copertina. Ai tempi una novità: infatti tutti i tram precedenti (compresi i 4600) avevano una visiera metallica più piccola, dipinta in verde veronese. Anche le 4600, così come la 4714 e la 4715, ricevettero poi la visiera in plexiglas.
Durante gli anni settanta tutte le vetture delle serie 4600-4700 furono private della postazione atta ad ospitare il bigliettaio e della tradizionale asta di captazione per l'energia elettrica, in milanese "perteghetta", sostituita da un moderno pantografo; mentre nei primi anni novanta si procedette a un graduale restyling delle casse mediante: l'abolizione della semiporta posteriore e la sostituzione delle porte in legno con quelle attuali in intelaiatura metallica, l'adozione di un nuovo parabrezza per la cabina del manovratore a vetro singolo in sostituzione di quello originale a vetri sdoppiati, l'applicazione di un nuovo faro rettangolare anteriore in luogo di quello circolare e il rimpiazzo dei paraurti originali con nuovi di tipo analogo a quelli montati sui tram di tipo 4900. Inoltre, furono installati dei nuovi avviatori elettronici statici CERN al posto dei SAC/f delle vetture 4600 e SAC/TET delle 4700.
Nel 2018, l'unità 4731 è stata oggetto di un profondo intervento di revisione generale, costituendo una sorta di apripista alla ristrutturazione di tutte e 20 le vetture della serie 4700 entro la fine del 2022. Gli interventi hanno comportato su tutte le unità il risanamento e la completa riverniciatura delle casse, il rinnovo dei rivestimenti interni, degli arredi, degli impianti elettrici e delle luci, con la parziale modifica dell'imperiale, sul quale viene montato uno scambiatore per l'aria condizionata, in modo da refrigerare d'estate il posto guida del manovratore.
Per le unità della serie 4600 non è stato previsto un progetto di ristrutturazione, le ultime unità hanno cessato l'esercizio il 17 dicembre 2024. Dallo stesso mese sono iniziate le operazioni di demolizione presso una ditta esterna, terrminate nel febbraio 2025 con la rottamazione della matricola 4608. L'unico esemplare preservato come vettura storica risulta essere la 4611, dotata dei sedili originali in color legno, che si trova accantonata al deposito Messina.

## Caratteristiche

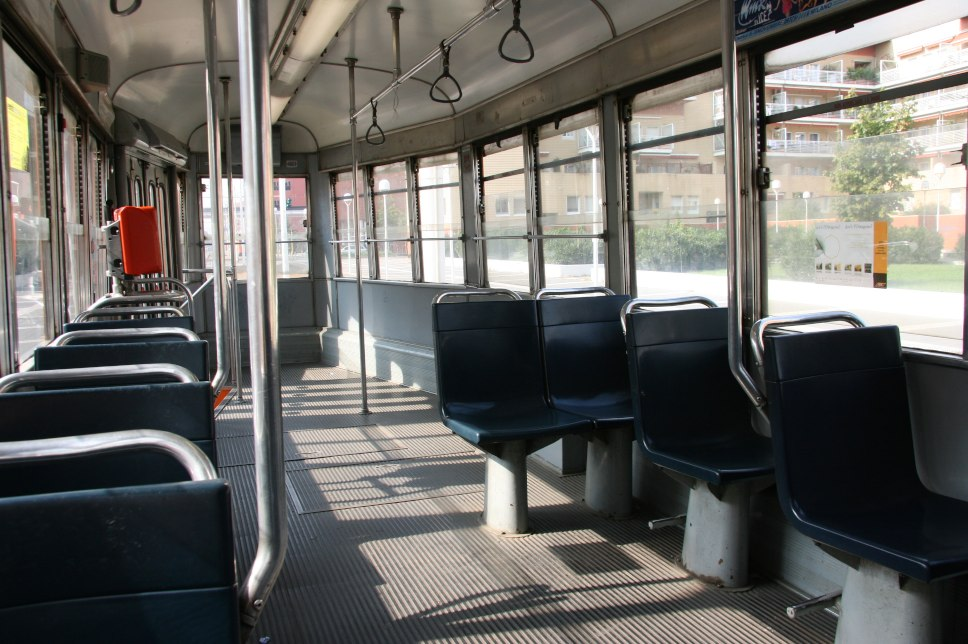
Interno di un tram serie 4600

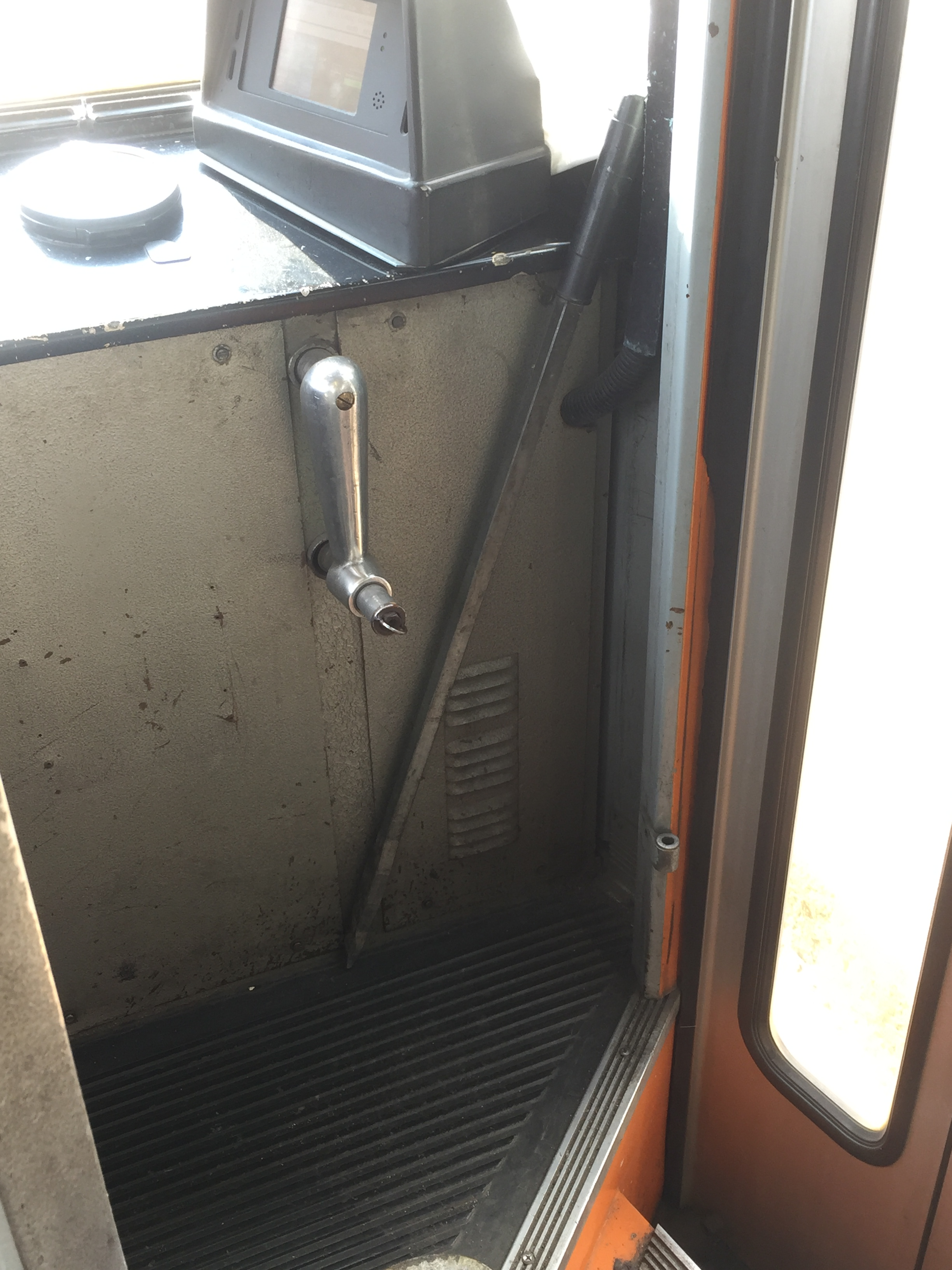
La leva del freno di stazionamento e il "ferretto" (gügia in dialetto) per lo sblocco manuale degli scambi, accanto al posto guida.

Si tratta di vetture articolate a due casse, monodirezionali. Analogamente alle "Stanga" romane, di cui ripetono l'architettura generale, hanno due carrelli motori d'estremità e un carrello centrale portante, che sostiene l'articolazione del tipo "giostra Urbinati".
La serie 4601-4613 era dotata di frenatura elettro-pneumatica, mantenuta sull'esemplare superstite 4611, mentre la serie 4714-4733 adotta la frenatura completamente elettrica di concezione più evoluta.
L'ossatura della cassa è in acciaio saldato.
In origine, i veicoli 4700 si distinguevano da quelli della serie 4600 per il tipo di sedili interni: color legno sulle 4600 ed in vetroresina verde sulle 4700 (tranne per i primi due esemplari: 4714 e 4715, che essendo due ex 4600 inizialmente montavano i sedili in color legno). Su alcune 4600, tuttavia, sono stati sostituiti in seguito i sedili originali con sedili blu scuro, montati anche su altri veicoli ATM, tranviari e metropolitani. Durante l'ultima revisione l'intero lotto 4700 ha ricevuto i sedili in plastica gialla.

## Livree
Le vetture entrarono in servizio nella classica livrea a due toni di verde, all'epoca d'obbligo per tutti i mezzi del trasporto pubblico urbano: la cassa era verniciata in verde vagone e la fascia dei finestrini in verde Veronese.
Negli anni settanta, a seguito del cambio dell'identificazione cromatica del trasporto vicinale, ricevettero la nuova livrea "ministeriale" arancione (simile a quella delle "Ventotto"), alla quale venne aggiunta, verso la fine del decennio, una striscia orizzontale nera, poi rimossa negli anni duemila, al fine di uniformare stilisticamente la livrea a quella dei Jumbotram.
A partire dal 2010 le vetture furono rivestite di una pellicola autoadesiva che riprendeva la colorazione "giallo Milano" (giallo intenso inferiormente e bianco crema superiormente, divisi da una fascia marrone) già implementata sulle "Ventotto", ma con marcature grafiche in sostanza più simili a quelle adottate dai tram articolati delle serie 7500 e 7600. Tra il 2018 e il 2022, in fase di ristrutturazione, tutte le vetture della serie 4700 sono state definitivamente verniciate in colorazione "giallo Milano", riprendendo però marcature grafiche e schema di coloritura pressoché analoghi a quello delle "Ventotto".

## Utilizzo vetture
A fine 2024 restano in servizio le vetture della serie 4700 utilizzate principalmente sulle linee 2 e 19.  

## Galleria d'immagini

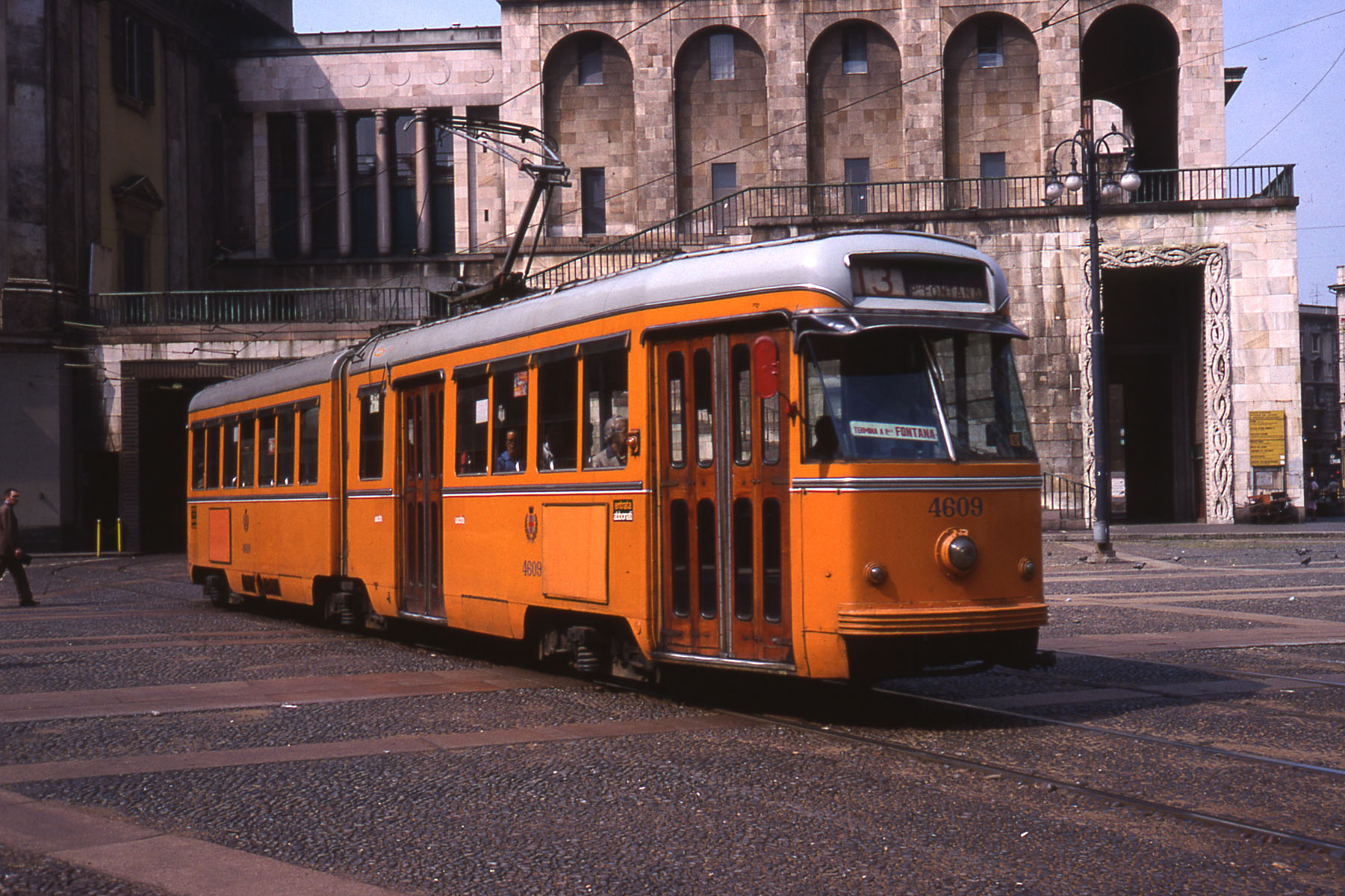
Vettura n. 4609 nella prima livrea "arancio ministeriale", in piazzetta Reale nel 1977
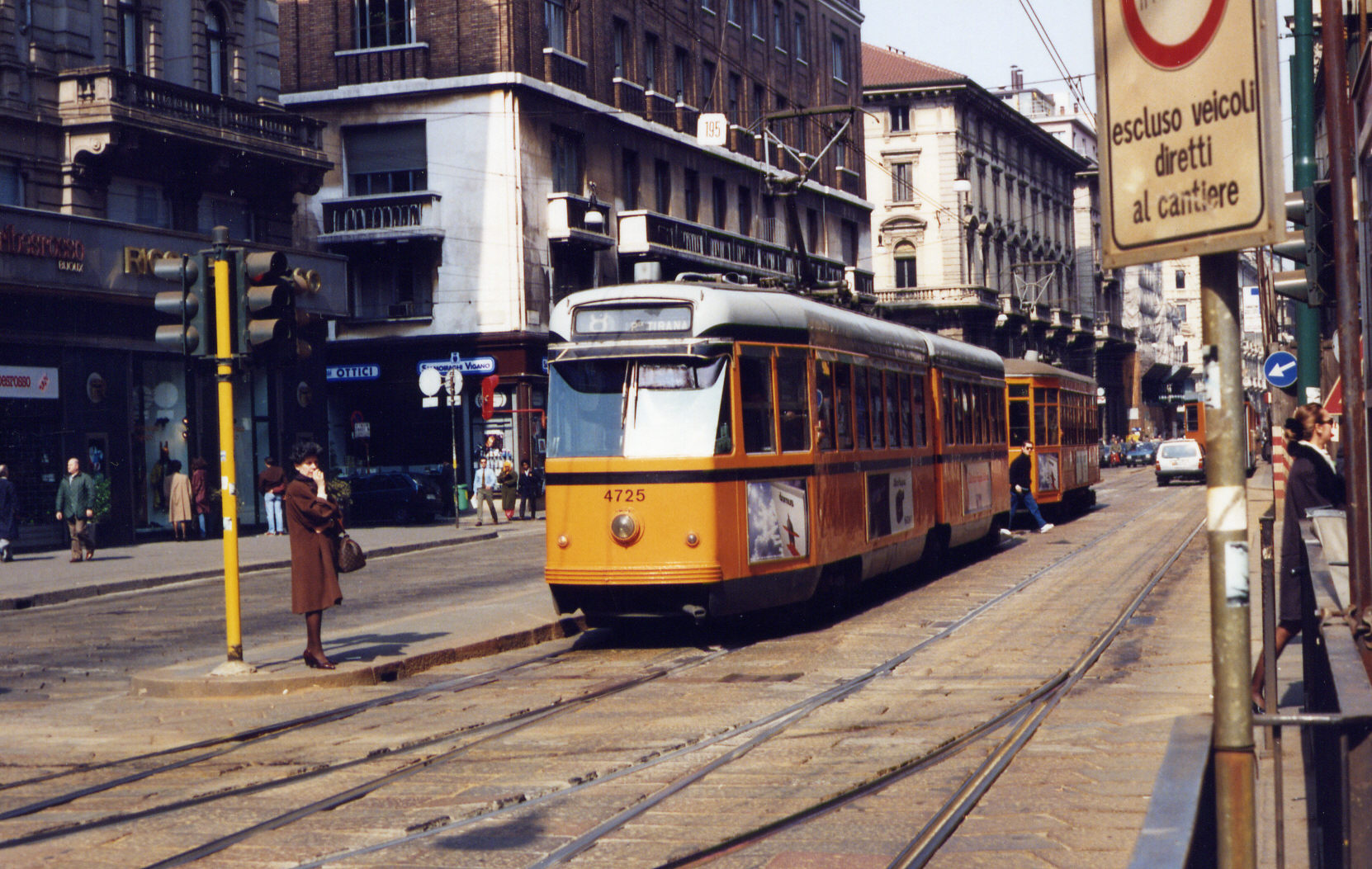
Vettura n. 4725 nella seconda livrea "arancio ministeriale" con fascia nera sotto i finestrini, in via Orefici nel 1992
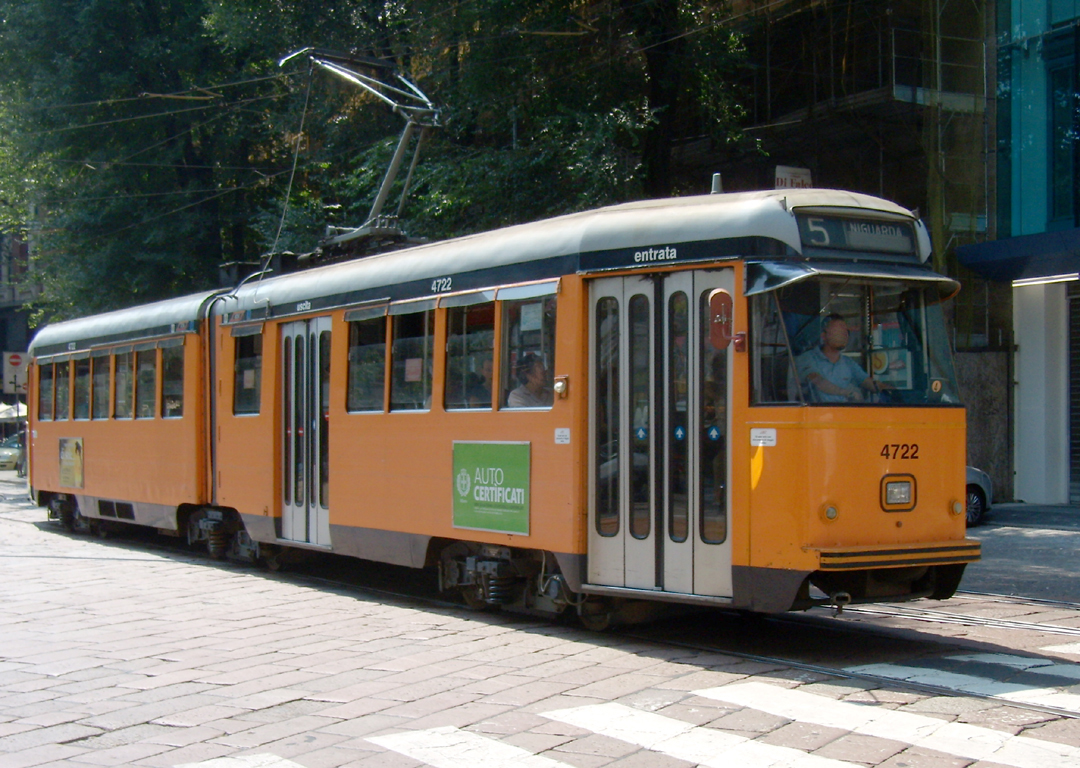
Vettura n. 4722 in livrea arancio ministeriale senza fascia nera sotto i finestrini, in piazza IV Novembre nel 2009
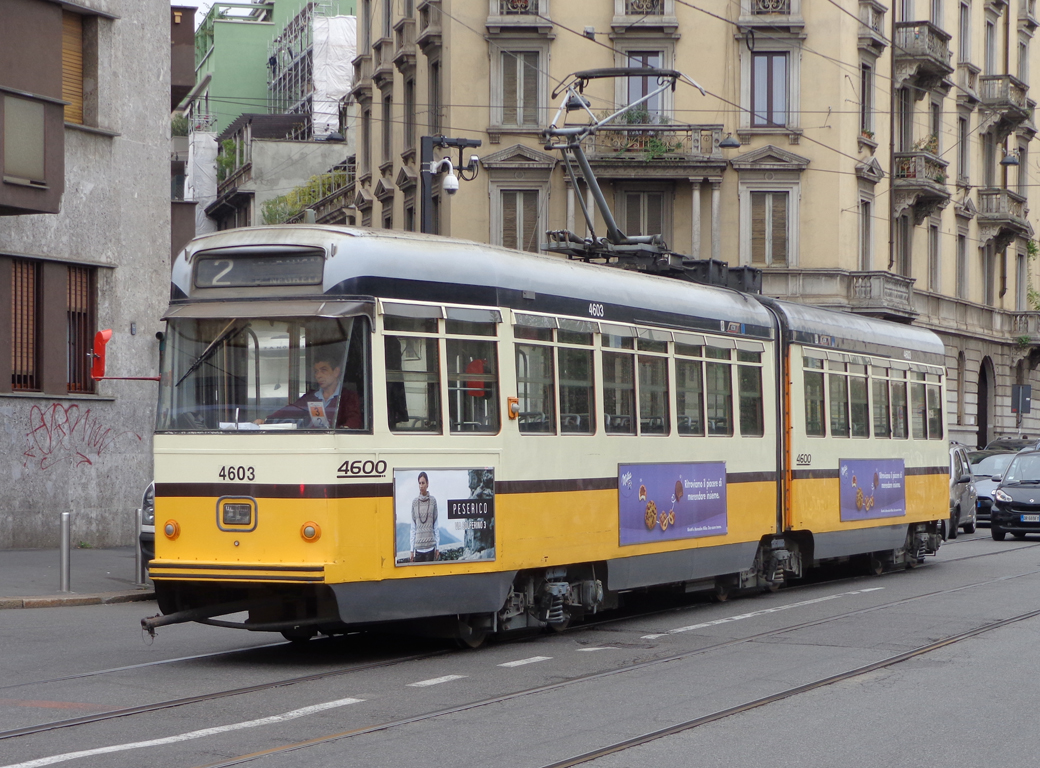
Vettura n. 4603 in livrea "giallo Milano", in via Procaccini nel 2013
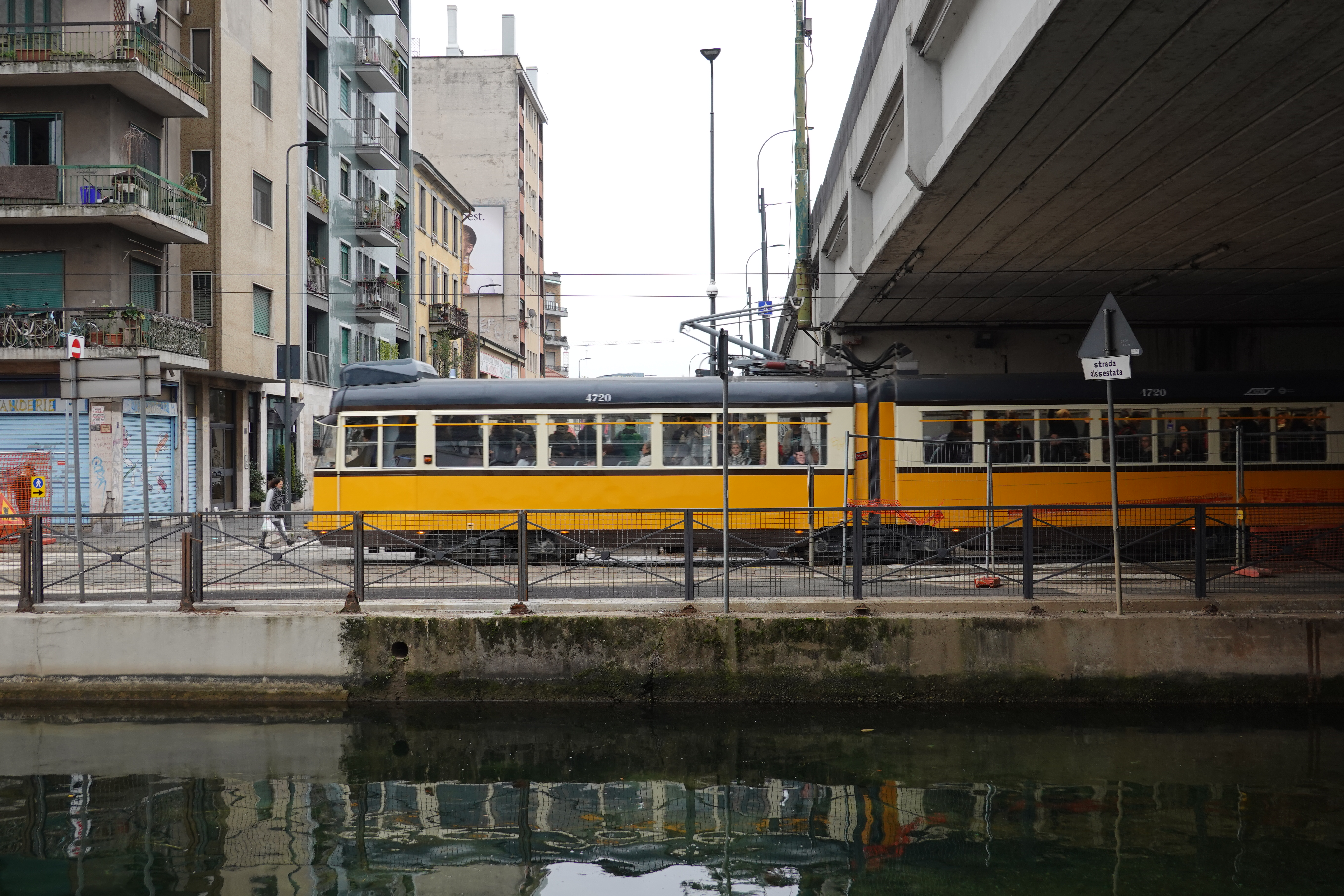
Vettura n. 4720 ristrutturata in transito sotto il ponte Guido Crepax nel 2019